# 17 marca
17 marca jest 76. (w latach przestępnych 77.) dniem w kalendarzu gregoriańskim. Do końca roku pozostaje 289 dni.

## Święta
- Imieniny obchodzą: Agrykola, Ambroży, Cieszysław, Gertruda, Józef, Patrycjusz, Patrycy, Patryk, Paweł, Regina, Witburga, Zbigniew, Zbygniew i Zbygniewa.
- Irlandia – Dzień Świętego Patryka
- Włochy – Dzień Jedności Narodowej
- Bangladesz – Dzień Dziecka
- Wspomnienia i święta w Kościele katolickim[1][2] obchodzą:
  - św. Gertruda z Nijvel
  - św. Józef z Arymatei
  - św. Patryk (biskup)

## Wydarzenia w Polsce
- 1420 – Podczas obrad Sejmu Rzeszy we Wrocławiu ogłoszono bullę papieża Marcina V, nakazującą katolikom zorganizowanie krucjaty przeciwko husytom.
- 1597 – Witebsk otrzymał prawo magdeburskie.
- 1621 – Abp Cosimo de Torres został nuncjuszem apostolskim w Polsce.
- 1793 – II rozbiór Polski: Jasna Góra skapitulowała przed wojskiem pruskim.
- 1809 – Król Prus Fryderyk Wilhelm III nakazał przetopić polskie insygnia koronacyjne.
- 1813 – Król Prus Fryderyk Wilhelm III wydał we Wrocławiu odezwę An Mein Volk (pol. Do mego ludu), w której apelował o włączenie się społeczeństwa do walki z Napoleonem Bonaparte.
- 1814 – Wrzeszcz został przyłączony do Gdańska.
- 1830 – W Teatrze Wielkim w Warszawie odbył się pierwszy biletowany koncert Fryderyka Chopina.
- 1863 – Powstanie styczniowe: zwycięstwo powstańców w bitwie pod Chrobrzem.
- 1865 – We Włocławku rozpoczęto budowę mostu łyżwowego na Wiśle.
- 1921 – Sejm Ustawodawczy uchwalił tzw. konstytucję marcową.
- 1922:
  - W Warszawie odbył się I Zjazd Komunistycznego Związku Młodzieży Polski.
  - W Warszawie podpisano porozumienie pomiędzy Polską, Łotwą, Estonią i Finlandią w sprawie utworzenia Związku Bałtyckiego (do czego nie doszło z powodu odmowy ratyfikacji umowy przez fiński parlament pod wpływem nacisków niemieckich). W konferencji odmówiła udziału Litwa tocząca z Polską spór o Wilno.
- 1930 – Upadł piąty rząd Kazimierza Bartla.
- 1932:
  - Obniżono o 38% zasiłki dla bezrobotnych oraz skrócono okres ich wypłacania.
  - Podczas strajku w Pabianicach w starciach z policją zginęło 5 osób.
- 1933 – W Warszawie podczas lotu próbnego samolotu PWS-19 zginął pasażer-obserwator, a pilot doświadczalny Kazimierz Kazimierczuk uratował się wyskakując ze spadochronem.
- 1938 – W wyniku incydentów granicznych i śmierci 11 marca żołnierza KOP Stanisława Serafina zostało wystosowane polskie ultimatum wobec Litwy z żądaniem natychmiastowego nawiązania stosunków dyplomatycznych.
- 1939 – Premiera filmu obyczajowego Trzy serca w reżyserii Michała Waszyńskiego.
- 1942 – Akcja „Reinhard”: do obozu zagłady w Bełżcu przybyły pierwsze transporty Żydów deportowanych ze Lwowa i z likwidowanego getta lubelskiego.
- 1945:
  - Malbork i obóz jeniecki w Łambinowicach zostały zajęte przez Armię Czerwoną.
  - W Mrzeżynie odbyły się zaślubiny Polski z morzem.
- 1957:
  - Powstała Rozgłośnia Harcerska.
  - Ustawiono Krzyż Nowohucki.
- 1958 – Premiera komedii filmowej Ewa chce spać w reżyserii Tadeusza Chmielewskiego.
- 1960 – Premiera filmu obyczajowego Miasteczko w reżyserii Romualda Drobaczyńskiego, Juliana Dziedziny i Janusza Łęskiego.
- 1963 – W Instytucie Badań Jądrowych w Świerku uruchomiono reaktor jądrowy „Anna”.
- 1968 – Krakowski seryjny morderca Karol Kot został skazany na karę śmierci.
- 1970 – Dokonano oblotu szybowca SZD-39 Cobra 17.
- 1983 – 4 osoby zginęły, a 20 zostało rannych w zderzeniu dwóch autobusów miejskich na skrzyżowaniu ulic Źródłowej i Północnej w Łodzi.
- 1985 – Premiera filmu sensacyjnego Mokry szmal w reżyserii Gerarda Zalewskiego.
- 1999:
  - Zarejestrowano Związek Powiatów Polskich.
  - W Bydgoszczy otwarto pierwsze centrum handlowe w mieście, pod nazwą King Cross Bydgoszcz.
- 2018 – Odbyła się prezentacja pełnego wydania tzw. Biblii Ekumenicznej.

## Wydarzenia na świecie

Flaga Zjednoczonego Królestwa Włoch w latach 1861–1946

- 45 p.n.e. – Zwycięstwo Juliusza Cezara nad stronnikami Pompejusza Wielkiego w bitwie pod Mundą.
- 180 – Kommodus został cesarzem rzymskim.
- 455 – Petroniusz Maksymus został cesarzem zachodniorzymskim.
- 624 – Zwycięstwo wojsk Mahometa nad Kurajszytami w bitwie pod Badrem.
- 1328 – Zawarto układ w Edinburgh-Northampton kończący pierwszą wojnę o niepodległość Szkocji.
- 1560 – We Francji udaremniono protestancki zamach stanu.
- 1600 – W Linköping zakończył się proces szwedzkich stronników Zygmunta III Wazy.
- 1656 – Francesco Cornaro został dożą Wenecji.
- 1677 – Wojna Francji z koalicją hiszpańsko-austriacko-lotaryńską: armia francuska zdobyła bronioną przez garnizon hiszpański twierdzę Valenciennes.
- 1713 – W Liptowskim Mikułaszu został stracony słowacki zbójnik Juraj Jánošík.
- 1776 – Wojna o niepodległość Stanów Zjednoczonych: wojska brytyjskie ewakuowały się z oblężonego Bostonu do Halifaksu w Nowej Szkocji.
- 1800 – Niedaleko włoskiego Livorno zapalił się i eksplodował brytyjski okręt wojenny HMS „Queen Charlotte”. Zginęło 673 członków załogi, uratowało się 154.
- 1801 – W Wielkiej Brytanii powołano gabinet Henry’ego Addingtona.
- 1804 – W Weimarze odbyła się premiera dramatu Wilhelm Tell Friedricha Schillera.
- 1805 – Powstało Królestwo Włoch z Napoleonem Bonaparte jako królem.
- 1831 – 76 osób zginęło w katastrofie brytyjskiego parowca „Frolic” u wybrzeży Walii.
- 1832 – W Paryżu założono Towarzystwo Demokratyczne Polskie.
- 1836 – Republika Południowego Peru ogłosiła niepodległość.
- 1849 – Wilhelm III został królem Niderlandów i wielkim księciem Luksemburga.
- 1852 – Włoski astronom Annibale de Gasparis odkrył planetoidę (16) Psyche.
- 1861 – Ogólnowłoski parlament w Turynie proklamował powstanie Zjednoczonego Królestwa Włoch. Pierwszym królem został Wiktor Emanuel II.
- 1862 – Otwarto pierwszą w Finlandii linię kolejową Helsinki-Hämeenlinna.
- 1864 – Wojna duńska: zwycięstwo floty duńskiej nad pruską w bitwie u przylądka Jasmund.
- 1888 – Brytyjczycy ustanowili protektorat Sarawak na Borneo.
- 1889 – Trwający od 15 marca cyklon na Samoa spowodował śmierć ponad 340 marynarzy i rybaków oraz nieznaną liczbę mieszkańców wyspy.
- 1890 – Charles de Freycinet został po raz czwarty premierem Francji.
- 1891 – Brytyjski statek pasażerski „Utopia” zatonął po kolizji z okrętem wojennym w Zatoce Gibraltarskiej, w wyniku czego zginęły 562 spośród 880 osób na pokładzie.
- 1893 – Francuski astronom Auguste Charlois odkrył planetoidę (363) Padua.
- 1899:
  - Amerykański astronom William Henry Pickering odkrył Febe, jeden z księżyców Saturna.
  - Po raz pierwszy wykorzystano łączność radiową do wezwania pomocy w sytuacji zagrożenia na morzu.
- 1908 – Ukazało się pierwsze wydanie polonijnej „Gazety Katolickiej w Kanadzie”.
- 1910 – Zwodowano francuski oceaniczny okręt podwodny „Gay Lusac”.
- 1913 – Sformowano Urugwajskie Siły Powietrzne.
- 1917 – Z inicjatywy Towarzystwa Ukraińskich Postępowców w Kijowie powstała Ukraińska Centralna Rada.
- 1920 – Armia Czerwona zlikwidowała Kubańską Republikę Ludową.
- 1921 – Wojna domowa w Rosji: zostało krwawo stłumione powstanie marynarzy Floty Bałtyckiej w Kronsztadzie (1–17 marca).
- 1923 – Został aresztowany rosyjski seryjny morderca Wasilij Komarow.
- 1924 – Luis Alberto Riart został p.o. prezydenta Paragwaju.
- 1927 – W stoczni w szkockim Clydebank zwodowano australijski ciężki krążownik HMAS „Australia”.
- 1930 – Odbywający karę roku pozbawienia wolności za nielegalne posiadanie broni Al Capone został zwolniony po 10 miesiącach za dobre sprawowanie z więzienia stanowego w Filadelfii.
- 1934:
  - Premier Włoch Benito Mussolini, kanclerz Austrii Engelbert Dollfuß i premier Węgier Gyula Gömbös podpisali tzw. Protokoły Rzymskie.
  - Prezydent Kārlis Ulmanis przejął wyniku zamachu stanu dyktatorską władzę na Łotwie.
- 1935 – Jasin al-Haszimi został po raz drugi premierem Iraku.
- 1938 – Hiszpańska wojna domowa: wojska frankistowskie zdobyły miasto Caspe.
- 1939:
  - II wojna chińsko-japońska: rozpoczęła się bitwa pod Nanchang.
  - Premier António de Oliveira Salazar i ambasador gen. Nicolás Franco podpisali w Lizbonie portugalsko-hiszpański pakt o przyjaźni i nieagresji.
- 1941:
  - Bitwa o Atlantyk: Brytyjczycy zatopili niemieckie okręty podwodne U-99 i U-100, w wyniku czego zginęło 3 i 38 spośród członków ich załóg.
  - Prezydent Franklin Delano Roosevelt dokonał otwarcia Narodowej Galerii Sztuki w Waszyngtonie.
- 1942 – Bitwa o Atlantyk: u wybrzeża Wirginii został storpedowany przez niemiecki okręt podwodny U-404 amerykański zbiornikowiec MV „San Demetrio”, w wyniku czego zginęło 16 członków załogi i 3 artylerzystów, a 6 marynarzy zostało rannych.
- 1944:
  - Bitwa o Atlantyk: niemiecki okręt podwodny U-801 został zatopiony na zachód od Wysp Zielonego Przylądka przez amerykańskie okręty i samoloty, w wyniku czego zginęło 10 członków załogi (w tym dowódca), a 47 wzięto do niewoli.
  - Wojna na Pacyfiku: na nadbrzeżu portu w Kaviengu na Nowej Irlandii japońscy żołnierze zamordowali co najmniej 32 cywilów europejskiego pochodzenia.
- 1945:
  - Wojna na Pacyfiku: w japońskim Kobe po amerykańskim nalocie bombowym wybuchła burza ogniowa pochłaniając ponad 8 tys. ofiar.
  - W Weimarze utworzono kolaboracyjny Ukraiński Komitet Narodowy.
- 1947 – Dokonano oblotu amerykańskiego bombowca B-45 Tornado.
- 1948:
  - W Fontanie w Kalifornii założono klub motocyklowy Hells Angels.
  - Wielka Brytania, Francja i kraje Beneluksu podpisały Traktat brukselski.
- 1950 – Odkryto pierwiastek chemiczny kaliforn.
- 1954:
  - Nowouralsk uzyskał prawa miejskie.
  - W rejonie Ma’ale Akrabim na północy pustyni Negew autobus jadący z Ejlatu do Tel Awiwu został ostrzelany przez arabskich fedainów, w wyniku czego zginął kierowca a rannych zostało kilku pasażerów. Następnie zamachowcy wyrzucili pasażerów z autobusu i zastrzelili 11 z nich będących Żydami.
- 1957 – Prezydent Filipin Ramon Magsaysay i 24 inne osoby zginęły w katastrofie lotniczej na wyspie Cebu.
- 1959:
  - Powstała Międzynarodowa Organizacja Morska (IMO).
  - Tydzień po wybuchu antychińskiego powstania duchowy przywódca Tybetańczyków XIV Dalajlama Tenzin Gjaco uciekł ze swego pałacu w Lhasie i udał się na wygnanie do Indii.
- 1960 – W katastrofie samolotu Lockheed Electra w amerykańskim stanie Indiana zginęły 63 osoby.
- 1963 – Wybuch wulkanu Agung na indonezyjskiej wyspie Bali.
- 1967 – W Jordanii holenderska ekspedycja odkryła aramejską inskrypcję z Dajr Alla z IX–VIII wieku p.n.e.
- 1969 – Golda Meir została pierwszą kobietą-premierem Izraela.
- 1970:
  - Arthur Chung został prezydentem Gujany.
  - USA po raz pierwszy wykorzystały prawo weta w Radzie Bezpieczeństwa ONZ, blokując przyjęcie rezolucji w sprawie Rodezji Południowej.
- 1971 – Trygve Bratteli został premierem Norwegii.
- 1973:
  - Królowa Elżbieta II dokonała otwarcia obecnego Mostu Londyńskiego.
  - Pałac prezydenta Lon Nola w stolicy Kambodży Phnom Penh został zbombardowany przez pilota sił powietrznych, w wyniku czego zginęło 20 osób. Prezydent ocalał.
- 1976 – W Bolonii we Włoszech rozpoczął się 18. festiwal piosenki dziecięcej Zecchino d’Oro. Impreza po raz pierwszy miała charakter międzynarodowy.
- 1978 – Prezydent Boliwii Hugo Banzer zerwał stosunki dyplomatyczne z Chile.
- 1979 – Krótko po starcie z lotniska Moskwa-Wnukowo rozbił się mający lecieć do Odessy samolot Aerofłotu Tu-104B, w wyniku czego zginęło 58 spośród 119 osób na pokładzie.
- 1981 – Wspinaczka Wanda Rutkiewicz doznała otwartego złamania kości udowej na Elbrusie (Kaukaz).
- 1988 – 143 osoby zginęły w katastrofie Boeinga 727 linii Avianca w Kolumbii.
- 1990 – Kazimiera Prunskienė została pierwszą kobietą-premierem Litwy.
- 1991 – Odbyło się referendum w sprawie zachowania ZSRR, zbojkotowane przez Armenię, Estonię, Gruzję, Litwę, Łotwę i Mołdawię.
- 1992:
  - Sformowano Siły Powietrzne Ukrainy.
  - W referendum w Południowej Afryce 69% białych wyborców poparło politykę reform zmierzających do likwidacji apartheidu.
  - Zamachu na izraelską ambasadę w Buenos Aires zginęło 29 osób, a 242 zostały ranne.
- 1993 – 60 osób zginęło, ponad 100 zostało rannych w zamachach bombowych na 2 budynki mieszkalne w Kalkucie.
- 1994:
  - Fin Toni Nieminen na skoczni w słoweńskiej Planicy po raz pierwszy przekroczył granicę 200 m.
  - Icchak Rabin jako pierwszy premier Izraela został przyjęty na audiencji przez Jana Pawła II.
- 1995 – Parlament Ukrainy uchwalił ustawę o statusie Krymu, uchylającą konstytucję z 1992 roku i znoszącą urząd prezydenta Krymu.
- 1996 – Adam Małysz wygrał w Oslo swój pierwszy konkurs Pucharu Świata w skokach narciarskich.
- 1997:
  - Janet Jagan została premierem Gujany.
  - Mart Siimann został premierem Estonii.
- 1998 – Zhu Rongji został premierem Chin.
- 2000:
  - Jens Stoltenberg został premierem Norwegii.
  - Na zachodzie Ugandy ponad 500 członków sekty Ruch Przywrócenia Dziesięciu Przykazań Boga popełniło zbiorowe samobójstwo.
  - Papież Jan Paweł II dokonał ostatniego wpisu w swoim testamencie.
- 2003:
  - George Maxwell Richards został prezydentem Trynidadu i Tobago.
  - Przewodniczący brytyjskiej Izby Gmin i minister bez teki Robin Cook ustąpił z rządu Tony Blaira w proteście przeciwko zbliżającej się interwencji militarnej w Iraku.
- 2004 – Niepotwierdzona informacja o utopieniu przez Serbów dwóch albańskich chłopców doprowadziła do masowych ataków na ludność serbską doszło w Kosowie, w wyniku których zginęło 19 osób, a 900 zostało rannych.
- 2005 – W Madrycie pod osłoną nocy usunięto ostatni pomnik byłego dyktatora gen. Francisco Franco.
- 2006 – 22 osoby zginęły w zasadzce sunnickich rebeliantów na konwój wojskowy w ostanie Sistan i Beludżystan na południowym wschodzie Iranu.
- 2008:
  - 27 polskich policjantów z oddziałów ONZ zostało rannych w zamieszkach w Kosowskiej Mitrowicy.
  - Co najmniej 43 osoby zginęły w samobójczym zamachu bombowym koło szyickiej świątyni w irackiej Karbali.
- 2009 – Andry Rajoelina przejął w wyniku zamieszek i zamachu stanu władzę na Madagaskarze.
- 2010:
  - Szef wydziału finansowego i planowania rządzącej Partii Pracy Korei Pak Nam Gi został rozstrzelany za przeprowadzenie nieudanej operacji wymiany wona północnokoreańskiego i doprowadzenie kraju do ruiny gospodarczej.
  - W trakcie protestów antyrządowych w Tajlandii demonstranci rozlali ludzką krew przed siedzibą rządzącej Partii Demokratycznej i rezydencją premiera Abhisita Vejjajivy.
- 2011:
  - Urugwaj uznał Państwo Palestyńskie w granicach sprzed 4 czerwca 1967 r.
  - Wojna domowa w Libii: przyjęto rezolucję Rady Bezpieczeństwa ONZ nr 1973 ustanawiającą strefy zakazu lotów nad Libią.
- 2012:
  - Francisco Guterres i Taur Matan Ruak przeszli do II tury wyborów prezydenckich na Timorze Wschodnim.
  - Wojna domowa w Syrii: 27 osób zginęło, a 140 zostało rannych w wyniku eksplozji dwóch samochodów-pułapek w pobliżu siedziby wywiadu i głównej siedziby policji w Damaszku.
- 2014 – Kryzys krymski: Rada Najwyższa Republiki Autonomicznej Krymu przyjęła postanowienie o niepodległości Republiki Krymu, będące konsekwencją referendum z 16 marca, w którym za przyłączeniem półwyspu z Sewastopolem do Rosji, według oficjalnych wyników, zagłosowało 96,57% uczestników. Tego samego dnia niepodległość Krymu uznała Rosja.
- 2015:
  - Bethuel Pakalitha Mosisili został po raz drugi premierem Lesotho.
  - Likud premiera Binjamina Netanjahu wygrał przedterminowe wybory do izraelskiego Knesetu.
- 2018 – Dzienniki „The Guardian” i „The New York Times” ujawniły, że brytyjska spółka konsultingowa Cambridge Analytica gromadziła i wykorzystywała dane 50 milionów użytkowników Facebooka bez ich zgody i wykorzystywała je głównie do reklamy politycznej.
- 2023 – Inwazja Rosji na Ukrainę: Międzynarodowy Trybunał Karny w Hadze wydał nakazy aresztowania Władimira Putina i pełnomocnika przy prezydencie Federacji Rosyjskiej do spraw praw dziecka Mariji Lwowej-Biełowej.

## Eksploracja kosmosu
- 1958 – Wystrzelono amerykańskiego sztucznego satelitę Vanguard 1C.
- 2012 – Zakończyła się podstawowa misja badającej Merkurego amerykańskiej sondy MESSENGER.

## Urodzili się
- 763 – Harun ar-Raszid, kalif Bagdadu (zm. 809)
- 1231 – Shijō, cesarz Japonii (zm. 1242)
- 1473 – Jakub IV, król Szkocji (zm. 1513)
- 1486 – Jan Chojeński, polski duchowny katolicki, biskup krakowski (zm. 1538)
- 1503 – Niccolò Ardinghelli, włoski duchowny katolicki, biskup Fossombrone, kardynał (zm. 1547)
- 1523 – Giovanni Francesco Commendone, włoski duchowny katolicki, biskup Zakintos, kardynał, dyplomata (zm. 1584)
- 1591 – Gerard Seghers, holenderski malarz (zm. 1651)
- 1599 – Friedrich Runge, niemiecki prawnik, urzędnik, dyplomata (zm. 1655)
- 1600 – Aleksy Trubecki, ostatni władca Księstwa Trubeckiego (zm. 1680)
- 1605 – Jerzy II, landgraf Hesji-Darmstadt (zm. 1661)
- 1611 – Robert Douglas, szwedzki arystokrata, feldmarszałek pochodzenia szkockiego (zm. 1662)
- 1615 – Gregorio Carafa, wielki mistrz zakonu joannitów (zm. 1690)
- 1633 – Alessandro Marchetti, włoski matematyk (zm. 1714)
- 1643 – Fabrizio Spada, włoski kardynał (zm. 1717)
- 1685 – Jean-Marc Nattier, francuski malarz (zm. 1766)
- 1686 – Jean-Baptiste Oudry, francuski malarz (zm. 1755)
- 1693 – Elżbieta Augusta Wittelsbach, księżniczka Palatynatu Reńskiego, hrabina Palatynatu-Sulzbach (zm. 1728)
- 1708 – Joanna Magdalena Sachsen-Weißenfels, księżna Kurlandii i Semigalii (zm. 1760)
- 1719 – Gabriel Podoski, polski duchowny katolicki, arcybiskup gnieźnieński, prymas Polski (zm. 1777)
- 1733 – Karsten Niebuhr, niemiecki podróżnik (zm. 1815)
- 1746 – Jan Dawid Holland, niemiecki muzyk, kompozytor (zm. 1827)
- 1748 – Louis Odier, szwajcarski lekarz, tłumacz, wydawca (zm. 1817)
- 1753 – Charles Stanhope, brytyjski arystokrata, polityk (zm. 1829)
- 1754 – Madame Roland, francuska działaczka polityczna (zm. 1793)
- 1764 – William Pinkney, amerykański dyplomata, polityk, senator (zm. 1822)
- 1768:
  - Kaʻahumanu I, hawajska polityk, pierwsza premier i współwładczyni Hawajów (zm. 1832)
  - Catharina Allegonda van Lier, południowoafrykańska działaczka religijna pochodzenia holenderskiego (zm. 1801)
- 1772 – Charles Victoire Emmanuel Leclerc, francuski generał (zm. 1802)
- 1777 – Roger Brooke Taney, amerykański prawnik, polityk (zm. 1864)
- 1780 – Thomas Chalmers, szkocki duchowny i teolog protestancki, ekonomista (zm. 1847)
- 1781 – Ebenezer Elliott, brytyjski poeta (zm. 1849)
- 1789:
  - Wincenty Buczyński, polski jezuita, teolog, filozof, krytyk literacki (zm. 1853)
  - Edmund Kean, brytyjski aktor (zm. 1833)
- 1794 – Gabriel Antonio Pereira, urugwajski polityk, prezydent Urugwaju (zm. 1861)
- 1795 – Wincenty Lipski, polski duchowny katolicki, biskup pomocniczy i administrator diecezji tyraspolskiej (zm. 1875)
- 1804 – James Bridger, amerykański traper, handlarz futer, zwiadowca (zm. 1881)
- 1805 – Manuel García, hiszpański śpiewak operowy, pedagog (zm. 1906)
- 1806 – August Potocki, polski hrabia, ziemianin, urzędnik (zm. 1867)
- 1811 – Karl Gutzkow, niemiecki pisarz, publicysta (zm. 1878)
- 1812 – Edward Hammond, amerykański prawnik, polityk, kongresmen (zm. 1882)
- 1819 – Alecu Russo, mołdawski i rumuński pisarz, polityk (zm. 1859)
- 1821 – Józef Abelewicz, polski duchowny katolicki, pedagog (zm. 1882)
- 1827:
  - Józef Dziewoński, polski malarz, grafik, inżynier, uczestnik powstania styczniowego (zm. 1901)
  - Konstanty Sulikowski, polski aktor, dyrektor teatrów (zm. 1882)
- 1833 – Karol Majewski, polski polityk, członek Rządu Narodowego podczas powstania styczniowego (zm. 1897)
- 1834 – Gottlieb Daimler, niemiecki konstruktor, przedsiębiorca, pionier motoryzacji (zm. 1900)
- 1839 – Josef Rheinberger, liechtensteiński kompozytor, organista (zm. 1901)
- 1840 – Henri Didon, francuski dominikanin, teolog, pisarz, pedagog (zm. 1900)
- 1849 – Ernst Ziegler, szwajcarski patolog (zm. 1905)
- 1850 – Pierre-Philippe Giraudeau, francuski duchowny katolicki, misjonarz, wikariusz apostolski Tybetu i Dajianlu (zm. 1941)
- 1856 – Michaił Wrubel, rosyjski malarz, grafik pochodzenia polskiego (zm. 1910)
- 1857 – Bolesław Ciechanowiecki, polski hrabia, wysoki urzędnik w służbie carskiej Rosji, gubernator ufijski (zm. 1910)
- 1858 – Harald Molander, szwedzki pisarz, autor, reżyser i tłumacz (zm. 1958)
- 1861:
  - Antoine Coudert, francuski duchowny katolicki, oblat, misjonarz, arcybiskup Kolombo (zm. 1929)
  - Fritz Frech, niemiecki geolog, wykładowca akademicki (zm. 1917)
  - Enrico Sibilia, włoski kardynał, nuncjusz apostolski (zm. 1948)
- 1862:
  - Silvio Gesell, niemiecki ekonomista teoretyk (zm. 1930)
  - Charles Laval, francuski malarz (zm. 1894)
  - Józef Kazimierz Orłowski, polski dziennikarz, działacz polonijny (zm. 1943)
- 1865:
  - Zygmunt Józef Skarżyński, polski duchowny katolicki, pisarz religijny (zm. 1915)
  - Władysław Wagner, polski inżynier odlewnik, szambelan papieski (zm. 1937)
- 1867 – Iwan Griekow, rosyjski chirurg, wykładowca akademicki (zm. 1934)
- 1868 – René de Saussure, szwajcarski językoznawca, esperantysta, wykładowca akademicki (zm. 1943)
- 1869 – Józef Grzybowski, polski geolog, paleontolog, wykładowca akademicki (zm. 1922)
- 1870 – Horace Donisthorpe, brytyjski zoolog (zm. 1951)
- 1871:
  - Giuseppe Borgatti, włoski śpiewak operowy (tenor) (zm. 1950)
  - Aleksander Hillbricht, polski prawnik, kompozytor szachowy (zm. 1940)
- 1872:
  - Bogusław Butrymowicz, polski poeta, tłumacz, historyk literatury (zm. 1965)
  - Louis Muskens, holenderski neurolog (zm. 1937)
- 1874:
  - Bolesław Szarecki, polski lekarz wojskowy, generał (zm. 1960)
  - Augustyn Wołoszyn, ukraiński duchowny greckokatolicki, polityk, prezydent Karpato-Ukrainy (zm. 1945)
- 1877 – Otto Gross, austriacki psychiatra, psychoanalityk, psychiatra, anarchista (zm. 1920)
- 1879 – Sid Grauman, amerykański artysta wodewilowy, impresario, właściciel kin pochodzenia żydowskiego (zm. 1950)
- 1881 – Walter Rudolf Hess, szwajcarski fizjolog, laureat Nagrody Nobla (zm. 1973)
- 1883 – Bruno Winawer, polski pisarz, tłumacz, popularyzator nauki pochodzenia żydowskiego (zm. 1944)
- 1884:
  - José Patricio Guggiari, paragwajski adwokat, polityk, prezydent Paragwaju (zm. 1957)
  - Alcide Nunez, amerykański klarnecista jazzowy (zm. 1934)
- 1885:
  - Aleksander Bojemski, polski inżynier, architekt, wykładowca akademicki (zm. 1944)
  - Ralph Rose, amerykański lekkoatleta, kulomiot, dyskobol i młociarz (zm. 1913)
- 1888:
  - Karol Hukan, polski rzeźbiarz (zm. 1958)
  - Paul Ramadier, francuski polityk, premier Francji (zm. 1961)
- 1890:
  - Otello Capitani, włoski gimnastyk (zm. 1912)
  - LeMoine Fitzgerald, kanadyjski malarz (zm. 1956)
- 1891 – René Fülöp-Miller, amerykański pisarz, socjolog i historyk kultury pochodzenia austriackiego (zm. 1963)
- 1892 – Aleksandra Beļcova, rosyjska i łotewska malarka (zm. 1981)
- 1893 – Józef Gałuszka, polski poeta, prozaik, dziennikarz, publicysta (zm. 1939)
- 1894 – Józef Marian Piasecki, polski lekarz (zm. 1944)
- 1895 – Andrzej Włast, polski poeta, librecista, autor tekstów piosenek pochodzenia żydowskiego (zm. 1942/1943)
- 1896:
  - Erik Andersson, szwedzki pływak, piłkarz wodny (zm. 1985)
  - Antonio Ferro, argentyński piłkarz (zm. 1937)
  - Aleksander Lisowski, polski działacz niepodległościowy, oficer, kawaler Orderu Virtuti Militari (zm. ?)
  - Tadż ol-Moluk, królowa Iranu (zm. 1982)
- 1897:
  - Artur Gold, polski kompozytor, skrzypek pochodzenia żydowskiego (zm. 1943)
  - Svend Madsen, duński gimnastyk (zm. 1990)
- 1898:
  - Jakob Ackeret, szwajcarski inżynier, aerodynamik (zm. 1981)
  - Saul Amsterdam, polski działacz komunistyczny pochodzenia żydowskiego (zm. 1937)
  - Józef Krzyżański, polski malarz (zm. 1987)
  - Józef Kubis, polski sierżant (zm. ?)
  - Riichi Yokomitsu, japoński pisarz (zm. 1947)
- 1900 – Manuel Plaza, chilijski lekkoatleta, długodystansowiec (zm. 1969)
- 1901:
  - Ludolf von Alvensleben, niemiecki wojskowy, polityk nazistowski, zbrodniarz wojenny (zm. 1970)
  - Alexandre Bioussa, francuski rugbysta (zm. 1966)
  - Alfred Newman, amerykański kompozytor muzyki filmowej (zm. 1970)
  - Piotr Perkowski, polski kompozytor, pedagog (zm. 1990)
  - Rudolf Wetzer, rumuński piłkarz, trener pochodzenia żydowskiego (zm. 1993)
- 1902:
  - Bobby Jones, amerykański golfista (zm. 1971)
  - Paweł Mateusz Puciata, polski historyk (zm. 1980)
  - Józef Szanajca, polski inżynier architekt (zm. 1939)
- 1903:
  - Józef Grudziński, polski działacz ruchu ludowego, publicysta, poeta (zm. 1944)
  - Jan Wojciech Umiński, polski malarz (zm. 1949)
- 1904 – Wacław Jankowski, polski aktor (zm. 1968)
- 1905 – Wincenty Krawczyk, polski działacz komunistyczny (zm. 1973)
- 1906 – Władysław Bieńkowski, polski publicysta, socjolog, polityk, minister oświaty (zm. 1991)
- 1907:
  - Florian Krygier, polski trener piłkarski, działacz sportowy (zm. 2006)
  - Takeo Miki, japoński polityk, premier Japonii (zm. 1988)
  - Helena Wereszycka, polska historyczka (zm. 1995)
- 1908:
  - Tatarkan Kokojty, osetyjski skrzypek, kompozytor, librecista, aktor (zm. 1980)
  - Boris Polewoj, rosyjski pisarz (zm. 1981)
  - Hjalmar Uggla, polski gleboznawca pochodzenia szwedzkiego (zm. 1983)
  - Czesław Zgorzelski, polski filolog, historyk literatury, edytor dzieł Mickiewicza (zm. 1996)
  - Zbigniew Ziembiński, polski reżyser filmowy, aktor (zm. 1978)
- 1909 – Marian Danysz, polski fizyk (zm. 1983)
- 1910 – Zbigniew Chwalibóg, polski architekt (zm. 1967)
- 1911:
  - Mosze Baram, izraelski polityk (zm. 1986)
  - Roman Karst, polski krytyk literacki, tłumacz pochodzenia żydowskiego (zm. 1988)
- 1912 – Bayard Rustin, amerykański obrońca praw obywatelskich (zm. 1987)
- 1913 – Ostap Łynda, ukraiński major UPA (zm. 1944)
- 1914:
  - Jerzy Pierzchała, polski wspinacz (zm. 2002)
  - Maria Gabriella Sagheddu, włoska zakonnica, błogosławiona (zm. 1939)
- 1915:
  - Bill Roycroft, australijski jeździec sportowy (zm. 2011)
  - Richard Martin Stern, amerykański pisarz (zm. 2001)
- 1916 – Mercedes McCambridge, amerykańska aktorka (zm. 2004)
- 1917:
  - Bernard Barker, amerykański polityk, oficer CIA (zm. 2009)
  - Carlo Cassola, włoski prozaik, eseista (zm. 1987)
  - Aleksander Oleśko-Ferworn, polsko-kanadyjski malarz (zm. 1990)
  - Matylda Ossadnik, polska gimnastyczka, trenerka, sędzina, działaczka sportowa (zm. 1997)
  - Phyllis Punnett, muzyk i pisarka z Saint Vincent i Grenadynów (zm. 2004)
  - Hank Sauer, amerykański baseballista (zm. 2001)
- 1918:
  - Ross Bass, amerykański polityk, senator (zm. 1993)
  - Ratko Čolić, jugosłowiański piłkarz (zm. 1999)
  - Miroslav Katětov, czeski matematyk, psycholog, szachista (zm. 1995)
  - Marcel Lefèvre, francuski pilot wojskowy, as myśliwski (zm. 1944)
  - Zbigniew Pitera, polski krytyk filmowy, historyk kina, dziennikarz (zm. 2014)
- 1919:
  - Nat King Cole, amerykański pianista i wokalista jazzowy, kompozytor (zm. 1965)
  - Karel Senecký, czechosłowacki piłkarz (zm. 1979)
  - Lech Sternal, polski architekt (zm. 2009)
  - Krystyna Tempska-Cyrankiewicz, polska lekarka (zm. 2008)
- 1920:
  - Adam Bartecki, polski chemik (zm. 2010)
  - Jurij Prytkow, rosyjski twórca filmów animowanych (zm. 2011)
  - Sheikh Mujibur Rahman, banglijski polityk, prezydent Bangladeszu (zm. 1975)
  - Józef Rusak, polski wojskowy, żołnierz AK, uczestnik II wojny światowej (zm. 2021)
  - José Tomás Sánchez, filipiński duchowny katolicki, arcybiskup Nueva Segovia, kardynał (zm. 2012)
  - (lub 1916) Czesław Wołłejko, polski aktor, reżyser teatralny (zm. 1987)
- 1921:
  - Me’ir Amit, izraelski generał, polityk (zm. 2009)
  - Rudolf Antoníček, czeski wspinacz, instruktor taternictwa (zm. 2016)
  - Edward Hałoń, polski żołnierz podziemia, działacz społeczny, pracownik naukowy (zm. 2012)
- 1922:
  - Józef Barbachen, polski piłkarz, trener (zm. 2007)
  - Gustav Freij, szwedzki zapaśnik (zm. 1973)
  - Walter Grauman, amerykański reżyser filmowy (zm. 2015)
  - Józef Lech, polski etnograf, muzealnik (zm. 1986)
  - František Peterka, czeski aktor (zm. 2016)
- 1923:
  - Arkadij Bojcow, radziecki generał major lotnictwa (zm. 2000)
  - Roman Träger, polski oficer wywiadu (zm. 1987)
- 1924:
  - Ryszard Barycz, polski aktor (zm. 2010)
  - Vladimír Boudník, czeski malarz, grafik (zm. 1968)
  - Zbigniew Kabata, polski podpułkownik, parazytolog (zm. 2014)
- 1925:
  - Julija Borisowa, rosyjska aktorka (zm. 2023)
  - Gabriele Ferzetti, włoski aktor (zm. 2015)
  - Herwig Karzel, austriacki duchowny i teolog luterański (zm. 2001)
  - Marian Kryszewski, polski fizykochemik (zm. 2005)
  - Tadeusz Mierzejewski, polski działacz kulturalny (zm. 2009)
  - Tadeusz Prejzner, polski pianista, kompozytor (zm. 2010)
- 1926:
  - Siegfried Lenz, niemiecki pisarz (zm. 2014)
  - Antonio Rodríguez, argentyński pięcioboista nowoczesny (zm. 2007)
- 1927:
  - Francisco González Ledesma, hiszpański pisarz (zm. 2015)
  - Roberto Suazo Córdova, honduraski lekarz, polityk, prezydent Hondurasu (zm. 2018)
- 1928:
  - Józef Bury, polski polityk, minister pracy, płac i spraw socjalnych (zm. 2004)
  - Eunice Gayson, brytyjska aktorka (zm. 2018)
- 1929:
  - Peter Berger, amerykański socjolog (zm. 2017)
  - Jerzy Gnatowski, polski malarz (zm. 2012)
  - Piotr Szemraj, polski żołnierz Batalionów Chłopskich (zm. 2009)
- 1930:
  - Wasilij Diemidienko, radziecki polityk (zm. 1998)
  - James Irwin, amerykański pilot wojskowy, astronauta (zm. 1991)
  - Józef Klimanek, polski dyrygent (zm. 2002)
  - Willie MacFarlane, szkocki piłkarz, trener (zm. 2010)
- 1931:
  - Krystyna Cybińska, polska ceramiczka i pedagog
  - Pietro Gabrielli, włoski duchowny katolicki, wikariusz apostolski Méndez w Ekwadorze
  - Bogusław Kreja, polski językoznawca (zm. 2002)
  - Eugeniusz Robaczewski, polski aktor (zm. 2003)
  - Thorvald Strömberg, fiński kajakarz (zm. 2010)
  - Andrzej Zwierzak, polski chemik (zm. 2019)
- 1932:
  - Oleg Bakłanow, rosyjski inżynier, polityk, minister przemysłu budowy maszyn, sekretarz KC KPZR (zm. 2021)
  - Fred Gamble, amerykański kierowca wyścigowy (zm. 2024)
  - Zygmunt Listkiewicz, polski aktor, reżyser, pedagog (zm. 1989)
  - Ryszard Pracz, polski aktor
  - Ramón Tapia, chilijski bokser (zm. 1984)
- 1933:
  - Heather Armitage, brytyjska lekkoatletka, sprinterka
  - Albert Boime, amerykański historyk sztuki, pisarz (zm. 2008)
  - Pentti Linnosvuo, fiński strzelec sportowy (zm. 2010)
  - Penelope Lively, brytyjska pisarka
  - Ołeksij Onyszczenko, ukraiński filozof, teoretyk kultury
  - Stass Paraskos, cypryjski malarz, rzeźbiarz, poeta (zm. 2014)
  - Ludwik Wawrynkiewicz, polski malarz, konserwator dzieł sztuki (zm. 1998)
- 1934:
  - Bernhard Waldenfels, niemiecki filozof
  - Marian Wallek-Walewski polski dyrygent, krytyk muzyczny, teoretyk muzyki (zm. 1988)
- 1935:
  - Valerio Adami, włoski malarz
  - Ab Geldermans, holenderski kolarz torowy i szosowy (zm. 2025)
  - Luis Goytisolo, hiszpański pisarz, publicysta
  - Zdzisław Kegel, polski prawnik, kryminolog (zm. 2022)
  - Óscar Panno, argentyński szachista
  - Günter Perleberg, niemiecki kajakarz (zm. 2019)
  - Ítalo Piaggi, argentyński podpułkownik (zm. 2012)
  - Vladica Popović, serbski piłkarz, trener (zm. 2020)
  - Zbigniew Ryndak, polski pisarz (zm. 2021)
  - Hrvoje Šarinić, chorwacki inżynier, polityk, premier Chorwacji (zm. 2017)
  - Hans Wollschläger, niemiecki pisarz, tłumacz, historyk, wydawca, teoretyk muzyki, organista (zm. 2007)
- 1936:
  - Józef Górny, polski piłkarz (zm. 2013)
  - Henryk Kuźniak, polski kompozytor, twórca muzyki filmowej
  - Thomas Mattingly, amerykański pilot wojskowy, astronauta (zm. 2023)
- 1938:
  - Waldemar Blatskauskas, brazylijski koszykarz pochodzenia litewskiego (zm. 1964)
  - Aleksiej Kisielow, rosyjski bokser, trener (zm. 2005)
  - Rudolf Nuriejew, rosyjski tancerz baletowy, choreograf (zm. 1993)
  - Keith O’Brien, szkocki duchowny katolicki, arcybiskup metropolita Saint Andrews i Edynburga, kardynał (zm. 2018)
  - Zola Taylor, amerykańska wokalistka, członkini zespołu The Platters (zm. 2007)
- 1939:
  - Bill Graham, kanadyjski prawnik, polityk, minister spraw zagranicznych, minister obrony (zm. 2022)
  - Robin Knox-Johnston, brytyjski żeglarz
  - Adam Lepa, polski duchowny katolicki, biskup pomocniczy łódzki (zm. 2022)
  - Christoph Mangold, szwajcarski pisarz, dziennikarz (zm. 2014)
  - Paweł Sarnecki, polski prawnik, konstytucjonalista (zm. 2016)
  - Kazimierz Sobczyk, polski matematyk (zm. 2017)
  - Giovanni Trapattoni, włoski piłkarz, trener
  - Mieke Wijaya, indonezyjska aktorka (zm. 2022)
- 1940:
  - Jacek Baluch, polski literaturoznawca, tłumacz, profesor nauk humanistycznych, dyplomata (zm. 2019)
  - Anni Biechl, niemiecka lekkoatletka, sprinterka
  - Józef Kałużny, polski okulista (zm. 2018)
- 1941:
  - Paul Kantner, amerykański gitarzysta, wokalista, członek zespołów: Jefferson Airplane i Jefferson Starship (zm. 2016)
  - Barbara Rakowska, polska biolog (zm. 2017)
  - Wang Jin-pyng, tajwański polityk
- 1942:
  - John Wayne Gacy, amerykański seryjny morderca (zm. 1994)
  - Willie Somerset, amerykański koszykarz
  - Joachim Winterlich, niemiecki kombinator norweski, skoczek narciarski, trener
  - Monika Wulf-Mathies, niemiecka działaczka związkowa, polityk
  - Maciej Żytecki, polski generał brygady
- 1943:
  - Mahir al-Buhajri, egipski sędzia, polityk
  - Elżbieta Karkoszka, polska aktorka
  - Bakili Muluzi, malawijski polityk, prezydent Malawi
- 1944:
  - Pattie Boyd, brytyjska modelka, fotografka, pisarka
  - Juliusz Janusz, polski duchowny katolicki, arcybiskup, nuncjusz apostolski
  - Zbigniew Komorowski, polski polityk, senator i poseł na Sejm RP
  - Walery Kosyl, polski hokeista, bramkarz
  - Anthony Monn, niemiecki piosenkarz, kompozytor, producent muzyczny
  - Jürgen Peters, niemiecki związkowiec
  - Juan Ramón Verón, argentyński piłkarz, trener (zm. 2025)
  - Diana Wilkinson, brytyjska pływaczka
- 1945:
  - Hasan Biszara, libański zapaśnik
  - Andrzej Chmarzyński, polski koszykarz (zm. 2019)
  - Michael Hayden, amerykański generał
  - Zbigniew Mroziński, polski polityk, poseł na Sejm RP (zm. 2016)
  - Elis Regina, brazylijska piosenkarka (zm. 1982)
  - Marian Żenkiewicz, polski profesor nauk technicznych, polityk, poseł na Sejm i senator RP
- 1946:
  - Georges Köhler, niemiecki biolog, laureat Nagrody Nobla (zm. 1995)
  - Stefan Maciejewski, polski pisarz, tłumacz
  - Lindsay Owen-Jones, brytyjski kierowca wyścigowy, przedsiębiorca
  - Ewa Pokas, polska aktorka, pisarka
  - Waldemar Ratajczak, polski geograf, profesor nauk przyrodniczych, pilot szybowcowy
  - Patrice Tirolien, francuski nauczyciel, polityk, eurodeputowany (zm. 2019)
- 1947:
  - Martine Broda, francuska poetka, tłumaczka, filolog pochodzenia żydowskiego (zm. 2009)
  - Hans Jacobson, szwedzki pięcioboista nowoczesny, szpadzista (zm. 1984)
  - Dimo Kostow, bułgarski zapaśnik
  - Tadeusz Mróz, polski gitarzysta, członek zespołu Czerwono-Czarni (zm. 1991)
  - Želimir Puljić, chorwacki duchowny katolicki, arcybiskup Zadaru
- 1948:
  - William Gibson, amerykański pisarz science fiction
  - Alex MacDonald, szkocki piłkarz, trener
- 1949:
  - Ramón Benito Ángeles Fernández, dominikański duchowny katolicki, biskup pomocniczy Santo Domingo
  - Hartmut Briesenick, niemiecki lekkoatleta, kulomiot (zm. 2013)
  - Patrick Duffy, amerykański aktor, producent telewizyjny
  - Bernard Farcy, francuski aktor
  - Daniel Lavoie, kanadyjski piosenkarz, kompozytor, autor tekstów, aktor
  - Fernando Maletti, argentyński duchowny katolicki, biskup Merlo-Moreno (zm. 2022)
  - Pat Rice, północnoirlandzki piłkarz, trener
  - Elżbieta Sosnowska, polska szachistka
  - Christine Tackenberg, niemiecka lekkoatletka, sprinterka
- 1950:
  - Walerij Beim, radziecki, austriacki i izraelski szachista
  - Cho Jea-ki, południowokoreański judoka
  - Rumenczo Goranow, bułgarski piłkarz, bramkarz
  - Zbigniew Hołda, polski prawnik, adwokat (zm. 2009)
  - Peter Robinson, brytyjski pisarz
  - Patrizia Toia, włoska politolog, polityk, eurodeputowana
  - Elżbieta Weiss, polska ekonomistka, wykładowczyni akademicka (zm. 2018)
- 1951:
  - Scott Gorham, amerykański gitarzysta, autor piosenek, członek zespołów: Thin Lizzy, Phenomena, 21 Guns i Black Star Riders
  - Józef Reszpondek, polski bokser (zm. 2002)
  - Sydne Rome, amerykańska aktorka
  - Kurt Russell, amerykański aktor, scenarzysta i producent filmowy
  - Jan Zaworski, polski polityk, poseł na Sejm RP
- 1952:
  - Adam Dziki, polski lekarz, chirurg, profesor nauk medycznych
  - József Farkas, węgierski zapaśnik
  - Barry Horne, brytyjski działacz na rzecz praw zwierząt (zm. 2001)
  - Jacek Zwoźniak, polski piosenkarz, artysta kabaretowy, bard (zm. 1989)
- 1953:
  - Jaime de Almeida Filho, brazylijski piłkarz
  - Grzegorz Gauden, polski dziennikarz, publicysta
  - Renata Jasińska-Nowak, polska aktorka, reżyserka teatralna (zm. 2019)
  - Zbigniew Krzyżanowski, polski trener siatkarski (zm. 2024)
- 1954:
  - Lesley-Anne Down, brytyjska aktorka, piosenkarka, modelka
  - Wolfgang Ipolt, niemiecki duchowny katolicki, biskup Görlitz
  - Jüri Pihl, estoński polityk, minister spraw wewnętrznych (zm. 2019)
  - Zé Carlos, brazylijski piłkarz
- 1955:
  - Élie Baup, francuski piłkarz, bramkarz, trener
  - Halina Fornal, polska lekkoatletka, skoczkini wzwyż
  - Nigel Haywood, brytyjski i falklandzki polityk
  - Czesław Litwin, polski technik mechanik, hutnik, rolnik, samorządowiec, polityk, poseł na Sejm RP (zm. 2024)
  - Cynthia McKinney, amerykańska polityk
  - Eigil Ramsfjell, norweski curler
  - Gary Sinise, amerykański aktor, reżyser i producent filmowy
- 1956:
  - Marina Arcangeli, włoska piosenkarka
  - Wiesław Drabik, polski autor literatury dziecięcej, ilustrator
  - Patti Hansen, amerykańska modelka pochodzenia norweskiego
  - Elżbieta Królikowska-Kińska, polska nauczycielka, polityk, poseł na Sejm RP
  - Paul van der Sterren, holenderski szachista
  - Zbigniew Wawer, polski historyk wojskowości, varsavianista (zm. 2022)
- 1957:
  - Jean-Louis Balsa, francuski duchowny katolicki, biskup Viviers
  - Krzysztof Kamiński, polski prawnik, polityk, poseł na Sejm RP
  - Richard Kwietniowski, brytyjski reżyser i scenarzysta filmowy pochodzenia polskiego
  - Michał Tokarzewski, polski lekarz, polityk, poseł na Sejm RP
  - Anna Wypych-Namiotko, polska nawigatorka, menedżerka i urzędniczka państwowa
- 1958:
  - José Manuel Abascal, hiszpański lekkoatleta, średnio- i długodystansowiec
  - Lubomír Pokluda, czeski piłkarz
- 1959:
  - Danny Ainge, amerykański koszykarz, trener
  - Christian Clemenson, amerykański aktor
  - José Leandro Ferreira brazylijski piłkarz
  - Jan Karaś, polski piłkarz
  - Tomáš Kříž, czeski piłkarz
  - Giovanni Scalzo, włoski szablista
- 1960:
  - Zbigniew Kozub, polski kompozytor
  - Vicki Lewis, amerykańska aktorka
  - Gianluca Signorini, włoski piłkarz (zm. 2002)
  - Cameron Thor, amerykański aktor, reżyser i scenarzysta filmowy
- 1961:
  - Ismail Ould Bedde Ould Cheikh Sidiya, mauretański polityk, premier Mauretanii
  - Alexander Bard, szwedzki muzyk, artysta, filozof kultury
  - Sam Bowie, amerykański koszykarz
  - Dana Reeve, amerykańska aktorka (zm. 2006)
  - Joanna Sekuła, polska nauczycielka, polityk, senator RP
- 1962:
  - Katarzyna Bargiełowska, polska aktorka
  - Ank Bijleveld, holenderska polityk, minister, burmistrz Almere
  - Wim Henderickx, belgijski kompozytor (zm. 2022)
  - Stéphane Ostrowski, francuski koszykarz, trener
  - Mark Pellington, amerykański reżyser i producent filmowy
  - Roxy Petrucci, amerykańska perkusistka rockowa
  - Rob Sitch, australijski aktor, komik, reżyser, scenarzysta i producent filmowy
- 1963:
  - Urszula Gacek, polska ekonomistka, polityk, senator RP i eurodeputowana
  - Roman Gancarczyk, polski aktor
  - Paweł Kamasa, polski pianista, pedagog
- 1964:
  - Stefano Borgonovo, włoski piłkarz (zm. 2013)
  - Lee Dixon, angielski piłkarz
  - Jacek Jóźwiak, polski koszykarz, trener
  - Rob Lowe, amerykański aktor, reżyser filmowy
  - Jacques Songo’o, kameruński piłkarz, bramkarz
  - Alaksandr Szumidub, białoruski hokeista (zm. 2019)
  - Jarosław Woźniak, polski polityk, poseł na Sejm RP
- 1965:
  - Waldemar Kosiński, polski sztangista
  - Luis Carlos Quintanilha, brazylijski piłkarz
  - Gerd Riss, niemiecki żużlowiec
- 1966:
  - José Francisco González González, meksykański duchowny katolicki, biskup Campeche
  - Elżbieta Jakubiak, polska polityk, poseł na Sejm RP, minister sportu i turystyki
  - Jeremy Sheffield, brytyjski aktor, tancerz
  - José Luis Villarreal, argentyński piłkarz
  - Stefano Zoff, włoski bokser
- 1967:
  - Andrew Bird, nowozelandzki wioślarz, sternik
  - Billy Corgan, amerykański wokalista, gitarzysta, członek zespołu The Smashing Pumpkins
- 1968:
  - Tomo Medved, chorwacki generał, polityk
  - Gabriela Morawska-Stanecka, polska prawniczka, polityk, senator RP
  - Wojciech Picheta, polski lekarz, polityk, poseł na Sejm RP
  - Piotr Spyra, polski polityk, samorządowiec, wicewojewoda śląski
  - Mathew St. Patrick, amerykański aktor
- 1969:
  - Kurt Brugger, włoski saneczkarz
  - Ansil Elcock, trynidadzki piłkarz
  - Edgar Grospiron, francuski narciarz dowolny
  - Alexander McQueen, brytyjski projektant mody (zm. 2010)
  - Min Chunfeng, chińska lekkoatletka, dyskobolka
  - Andrzej Rozenek, polski dziennikarz, polityk, poseł na Sejm RP
- 1970:
  - Juliet Campbell, jamajska lekkoatletka, sprinterka
  - Ołena Czerewatowa, ukraińska kajakarka
  - Wojciech Drewski, polski kick-boxer, taekwondzista
  - Darren Kenny, brytyjski kolarz torowy, paraolimpijczyk
  - Adriana Niecko, polska dziennikarka i prezenterka telewizyjna
  - Florin Răducioiu, rumuński piłkarz
  - Sanda Toma, rumuńska kajakarka
- 1971:
  - Marcin Jałocha, polski piłkarz, trener
  - Aleksiej Kosołapow, rosyjski piłkarz
  - Wilfredo Morales, kubański zapaśnik
  - Władisław Pawłowicz, rosyjski florecista
  - Richard Umbers, australijski duchowny katolicki, biskup pomocniczy Sydney
- 1972:
  - Gabriela Anders, argentyńska piosenkarka, pianistka
  - Melissa Auf der Maur, kanadyjska piosenkarka, gitarzystka basowa
  - Oksana Griszczuk, rosyjska łyżwiarka figurowa
  - Mia Hamm, amerykańska piłkarka
  - Sean Price, amerykański raper (zm. 2015)
- 1973:
  - Daniel Ballart, hiszpański piłkarz wodny
  - Caroline Corr, irlandzka perkusistka, członkini zespołu The Corrs
  - John-Laffnie de Jager, południowoafrykański tenisista
  - Zbigniew Girzyński, polski polityk, poseł na Sejm RP
  - Amelia Heinle, amerykańska aktorka
  - Cédric Robert, francuski kierowca rajdowy
  - Wang Manli, chińska łyżwiarka szybka
  - Kushtrim Munishi, kosowski piłkarz, trener
- 1974:
  - Marisa Coughlan, amerykańska aktorka
  - Aleksandra Ivošev, serbska strzelczyni sportowa
  - Frode Johnsen, norweski piłkarz
  - Michał Marecki, polski muzyk, kompozytor, członek zespołu T.Love
  - Piotr Pławner, polski skrzypek
- 1975:
  - Justin Hawkins, brytyjski muzyk, wokalista, członek zespołów: The Darkness, British Whale i Hot Leg
  - Gina Holden, kanadyjska aktorka
  - Michael McDonald, jamajski lekkoatleta, sprinter
  - Puneeth Rajkumar, indyjski aktor (zm. 2021)
  - Karolina Sieroń, polska profesor nauk medycznych
  - Swift, amerykański raper
  - Marcin Wróbel, polski piłkarz, trener
- 1976:
  - Paty Díaz, meksykańska aktorka, modelka
  - Stephen Gately, irlandzki piosenkarz, członek boysbandu Boyzone (zm. 2009)
  - Todd Perry, australijski tenisista
  - Aleksandra Popławska, polska aktorka, wokalistka
  - Álvaro Recoba, urugwajski piłkarz
  - Swift, amerykański raper
- 1977:
  - Héctor Altamirano, meksykański piłkarz
  - Juraj Bača, słowacki kajakarz
  - Zbigniew Fil, polski wokalista, multiinstrumentalista
  - Pablo Prigioni, argentyński koszykarz
- 1978:
  - Nikołaj Gergow, bułgarski zapaśnik
  - Franck Grandel, gwadelupski piłkarz, bramkarz
  - Corina-Isabela Peptan, rumuńska szachistka
  - Lola Sánchez, hiszpańska polityk, eurodeputowana
  - Aleksandra Urban, polska malarka
- 1979:
  - Stormy Daniels, amerykańska aktorka pornograficzna
  - Hind Dehiba, francuska lekkoatletka, biegaczka średniodystansowa pochodzenia marokańskiego
  - Stephen Kramer Glickman, kanadyjski aktor, komik
  - Brigitta Pöll, austriacka lekkoatletka, tyczkarka
  - Millon Wolde, etiopski lekkoatleta, długodystansowiec
- 1980:
  - Adam Bagiński, polski hokeista
  - Danny Califf, amerykański piłkarz
  - Kasia Cerekwicka, polska piosenkarka, autorka tekstów
  - Denys Isajenko, ukraiński hokeista, trener
  - Michał Jeliński, polski wioślarz
  - Tshepo Motlhabankwe, botswański piłkarz
  - Marcin Piejaś, polski aktor
  - Magdalena Pinkwart, polska dziennikarka, pisarka
  - Aisam-ul-Haq Qureshi, pakistański tenisista
  - Johannes Strate, niemiecki wokalista, autor tekstów, członek zespołu Revolverheld
  - Reed Timmer, amerykański meteorolog, łowca burz
- 1981:
  - Simen Brenne, norweski piłkarz
  - Servet Çetin, turecki piłkarz
  - Eva Fislová, słowacka tenisistka
  - Michał Goliński, polski piłkarz
  - Kyle Korver, amerykański koszykarz
  - Mariusz Pawełek, polski piłkarz, bramkarz
  - Richard Riszdorfer, słowacki kajakarz
- 1982:
  - Duarte Cardoso Pinto, portugalski rugbysta
  - Hiszam Misbah, egipski judoka
  - Steven Pienaar, południowoafrykański piłkarz
  - Magdalena Sadłecka, polska kolarka górska
- 1983:
  - Daniel Davidsson, szwedzki żużlowiec
  - Astrid Guyart, francuska florecistka
  - Patryk Kuchczyński, polski piłkarz ręczny
  - Raul Meireles, portugalski piłkarz
  - Jelena Pandžić, chorwacka tenisistka
  - Attila Vajda, węgierski kajakarz, kanadyjkarz
  - Ambako Waczadze, rosyjski zapaśnik pochodzenia gruzińskiego
- 1984:
  - Chris Copeland, amerykański koszykarz
  - Menno de Jong, holenderski didżej, producent muzyczny
  - Navroʻz Joʻraqobilov, uzbecki judoka
  - Ryan Rottman, amerykański aktor
- 1985:
  - Wasiliki Arwaniti, grecka siatkarka plażowa
  - Darren Barr, szkocki piłkarz
  - Julija Biriukowa, rosyjska florecistka
  - Dario Cataldo, włoski kolarz szosowy
  - Alexis Thébaux, francuski piłkarz, bramkarz
- 1986:
  - Michał Chodara, polski piłkarz ręczny
  - Chris Davis, amerykański baseballista
  - Edin Džeko, bośniacki piłkarz
  - Jeremy Pargo, amerykański koszykarz
  - Eugen Polanski, polski piłkarz
  - Olesya Rulin, amerykańska aktorka
  - Silke Spiegelburg, niemiecka lekkoatletka, tyczkarka
- 1987:
  - Jelena Ivezić, chorwacka koszykarka
  - Rob Kardashian, amerykański model, osobowość telewizyjna pochodzenia ormiańskiego
  - Ivana Lisjak, chorwacka tenisistka
  - Dragoslav Papić, serbski koszykarz
  - Bobby Ryan, amerykański hokeista
  - Reineris Salas, kubański zapaśnik
- 1988:
  - Tomomi Abiko, japońska lekkoatletka, tyczkarka
  - Giorgi Ediszeraszwili, gruziński zapaśnik
  - Rasmus Elm, szwedzki piłkarz
  - Fraser Forster, angielski piłkarz, bramkarz
  - Grimes, kanadyjska twórczyni i wykonawczyni muzyki elektronicznej
  - Patricia Kazadi, polska aktorka, piosenkarka, prezenterka telewizyjna pochodzenia kongijskiego
  - Ondřej Polívka, czeski pięcioboista nowoczesny
  - Franciszek Sterczewski, polski aktywista, polityk, poseł na Sejm RP
- 1989:
  - Mikael Backlund, szwedzki hokeista
  - Calle Halfvarsson, szwedzki biegacz narciarski
  - Shinji Kagawa, japoński piłkarz
  - Joanna Kudelska, polska aktorka dubbingowa
  - Juan Lagares, dominikański baseballista
  - Neven Majstorović, serbski siatkarz
  - Julia Pietrucha, polska modelka, aktorka, piosenkarka
- 1990:
  - Abdelhamid El Kaoutari, marokański piłkarz
  - Hozier, irlandzki piosenkarz, gitarzysta, kompozytor, autor tekstów
  - Judicaël Ixoée, nowokaledoński piłkarz
  - Saina Nehwal, indyjska badmintinistka
  - Amadaiya Rennie, liberyjski piłkarz
  - Grzegorz Wieczorek, polski judoka
- 1991:
  - Dimitri Magnoléké Bissiki, kongijski piłkarz
  - Alexina Graham, brytyjska modelka
  - Grant Irvine, australijski pływak
  - Siergiej Kalinin, rosyjski hokeista
  - Antonio Luna Rodríguez, hiszpański piłkarz
  - Josef Patrick Rau, amerykański zapaśnik
  - Thomas Robinson, amerykański koszykarz
- 1992:
  - Eliza Bennett, brytyjska aktorka
  - John Boyega, brytyjski aktor
  - Jodel Dossou, beniński piłkarz
  - Karim Onisiwo, austriacki piłkarz pochodzenia nigeryjskiego
  - Taylor Sander, amerykański koszykarz
  - Yeltsin Tejeda, kostarykański piłkarz
  - Milan Trajković, cypryjski lekkoatleta, płotkarz pochodzenia serbskiego
- 1993:
  - Khouma Babacar, senegalski piłkarz
  - Yeniffer Ramírez, dominikańska siatkarka
  - Jéssica Carolina dos Reis, brazylijska lekkoatletka, skoczkini w dal
  - Julia Winter, brytyjska aktorka
- 1994:
  - Jakub Garbacz, polski koszykarz
  - Hallam Hope, angielski piłkarz
  - Christin Hussong, niemiecka lekkoatletka, oszczepniczka
  - Elisabeth Maier, kanadyjska skeletonistka
  - Soualiho Meïté, francuski koszykarz pochodzenia iworyjskiego
  - Ivan Provedel, włoski piłkarz, bramkarz
  - Terry Rozier, amerykański koszykarz
  - Marcel Sabitzer, austriacki piłkarz
  - Tone Wieten, holenderski wioślarz
  - Damir Żafiarow, rosyjski hokeista
- 1995:
  - Ijeoma Ajemba, amerykańska koszykarka
  - Guillermo Cotugno, urugwajski piłkarz
  - Nikola Dudášová, słowacka koszykarka
  - Moris Kwitiełaszwili, gruziński łyżwiarz figurowy
  - Taylor McKeown, australijska pływaczka
  - Claressa Shields, amerykańska pięściarka
- 1996:
  - Federico Bikoro, piłkarz z Gwinei Równikowej
  - Aleksandra Crvendakić, serbska koszykarka
  - Brendan Galloway, angielski piłkarz pochodzenia zimbabwejskiego
- 1997:
  - Konrad Bukowiecki, polski lekkoatleta, kulomiot i dyskobol
  - Mönchbaataryn Cogtgerel, mongolski zapaśnik
  - Katie Ledecky, amerykańska pływaczka pochodzenia czeskiego
- 1998:
  - Uroš Račić, serbski piłkarz
  - Mariola Woźniak, polska szachistka
- 1999 – Warsama Hassan, dżibutyjski piłkarz
- 2000:
  - Elena Pietrini, włoska siatkarka
  - Virgiliu Postolachi, mołdawski piłkarz
- 2001:
  - Johnny Juzang, amerykański koszykarz
  - Pietro Pellegri, włoski piłkarz
  - Märt Tammearu, estoński siatkarz
- 2002 – Andriej Minakow, rosyjski pływak
- 2003:
  - Oliwier Bednarek, polski koszykarz
  - Dyson Daniels, australijski koszykarz
  - Dennis Hauger, norweski kierowca wyścigowy
  - Ilja Mańkow, rosyjski skoczek narciarski
- 2004 – Nabil Begg, fidżijski piłkarz
- 2005 – Leandrinho, brazylijski piłkarz
- 2007 – Abdul Muntaqim, brunejski książę

## Zmarli
- 45 p.n.e. – Tytus Labienus, rzymski wódz, polityk (ur. ok. 99 p.n.e.)
- 180 – Marek Aureliusz, cesarz rzymski, filozof, pisarz (ur. 121)
- 461 – Święty Patryk, irlandzki biskup, misjonarz, patron Irlandii (ur. ok. 385)
- 659 – Gertruda z Nijvel, francuska benedyktynka, święta (ur. ok. 626)
- 1008 – Kazan, cesarz Japonii (ur. 968)
- 1040 – Harold I Zajęcza Stopa, król Anglii (ur. ok. 1012)
- 1058 – Lulach, król Szkocji (ur. ?)
- 1181 – Henryk I, hrabia Szampanii (ur. 1127)
- 1241 – Kocjan, chan połowiecki (ur. ?)
- 1272 – Go-Saga, cesarz Japonii (ur. 1220)
- 1335 – Jan Doliwa, polski duchowny katolicki, biskup poznański (ur. ?)
- 1391 – Julianna, księżniczka twerska, wielka księżna litewska, matka Władysława Jagiełły (ur. ok. 1325)
- 1406 – Ibn Chaldun, arabski historyk, filozof, prawnik, prekursor socjologii, politologii i ekonomii (ur. 1332)
- 1425 – Yoshikazu Ashikaga, japoński siogun (ur. 1407)
- 1442 – Michael Junge, niemiecki duchowny katolicki, biskup sambijski (ur. ?)
- 1505 – Krzysztof Korwin, węgierski książę (ur. 1499)
- 1516 – Julian II Medyceusz, władca Florencji (ur. 1479)
- 1542 – Angelo Beolco, włoski dramaturg, aktor (ur. 1502)
- 1563 – Girolamo Seripando, włoski duchowny katolicki, arcybiskup Salerno, generał zakonu augustianów, kardynał (ur. 1493)
- 1572 – Georg Hundt von Weckheim, wielki mistrz zakonu krzyżackiego (ur. 1520)
- 1578 – Cornelis Cort, holenderski rysownik, miedziorytnik (ur. ok. 1533)
- 1591 – Jost Amman, szwajcarski malarz, rytownik (ur. 1539)
- 1611 – Zofia Wazówna, szwedzka królewna, księżna Saksonii-Lauenburga (ur. 1547)
- 1620 – Jan Sarkander, polski duchowny katolicki, męczennik, święty (ur. 1576)
- 1640 – Philip Massinger, angielski dramaturg (ur. 1584)
- 1642 – Jakub Zadzik, polski duchowny katolicki, biskup krakowski (ur. 1582)
- 1649 – Gabriel Lalemant, francuski jezuita, misjonarz, męczennik, święty (ur. 1610)
- 1650 – Carl Carlsson Gyllenhielm, szwedzki arystokrata, dowódca wojskowy (ur. 1574)
- 1657 – Johann Baptist Cysatus, szwajcarski jezuita, matematyk, astronom (ur. 1587)
- 1667 – (lub 16 marca) Philippe Labbé, francuski jezuita, historyk (ur. 1607)
- 1680 – François de La Rochefoucauld, francuski pisarz, filozof (ur. 1613)
- 1686 – Elżbieta Maria Podiebrad, księżna oleśnicka (ur. 1625)
- 1690 – Joachim, rosyjski duchowny prawosławny, patriarcha moskiewski i całej Rusi (ur. 1621)
- 1704 – Menno van Coehoorn, holenderski inżynier wojskowy (ur. 1641)
- 1713 – (lub 18 marca) Juraj Jánošík, karpacki zbójnik, słowacki bohater narodowy (ur. 1688)
- 1730 – Antonín Reichenauer, czeski kompozytor (ur. ok. 1694)
- 1741 – Jean-Baptiste Rousseau, francuski poeta, dramaturg (ur. 1670)
- 1743 – Beniamin (Sachnowski), rosyjski biskup prawosławny (ur. 1693)
- 1748 – Pietro Giannone, włoski prawnik, filozof, historyk (ur. 1676)
- 1752 – Jacques-Pierre de Taffanel, francuski arystokrata, admirał, administrator kolonialny (ur. 1685)
- 1765 – Paweł Antoni Fontana, polski architekt pochodzenia włoskiego (ur. 1696)
- 1769 – Michel-Antoine David, francuski typograf, wydawca, encyklopedysta (ur. ok. 1707)
- 1781 – Johannes Ewald, duński poeta, dramaturg (ur. 1743)
- 1782 – Daniel Bernoulli, szwajcarski matematyk, wykładowca akademicki (ur. 1700)
- 1789 – Andrzej Badurski, polski lekarz (ur. 1740)
- 1805 – Franz Xaver von Wulfen, austriacki jezuita, biolog, zoolog, mineralog, alpinista (ur. 1728)
- 1807 – Daniel Kazimierz Narbutt, polski pijar, filozof, tłumacz, wykładowca akademicki (ur. 1738)
- 1810:
  - Józef Klemens Czartoryski, polski polityk, dyplomata (ur. 1740)
  - Bogusław Ignacy Sczaniecki, polski polityk (ur. 1739)
- 1811 – Beniamin (Krasnopiewkow), rosyjski biskup i teolog prawosławny (ur. 1739)
- 1826 – Józef Maksymilian Ossoliński, polski prozaik, poeta, tłumacz, historyk (ur. 1748)
- 1828 – James Edward Smith, brytyjski botanik (ur. 1759)
- 1830 – Laurent de Gouvion Saint-Cyr, francuski wojskowy, polityk, marszałek Francji (ur. 1764)
- 1831 – Napoleon Ludwik Bonaparte, wielki książę Bergu, król Holandii (ur. 1804)
- 1846:
  - Friedrich Wilhelm Bessel, niemiecki astronom, matematyk, wykładowca akademicki (ur. 1784)
  - Pantaleon Potocki, polski szlachcic, dowódca oddziału w powstaniu krakowskim (ur. 1817)
- 1847 – Jean-Ignace-Isidore Gérard, francuski grafik, ilustrator, karykaturzysta (ur. 1803)
- 1849 – Wilhelm II, król Holandii, wielki książę Luksemburga (ur. 1792)
- 1853 – Christian Andreas Doppler, austriacki matematyk, fizyk, wykładowca akademicki (ur. 1803)
- 1854 – Adriaan van der Hoop, holenderski bankier, kolekcjoner dzieł sztuki, polityk (ur. 1778)
- 1862 – Jacques-Fromental Halévy, francuski kompozytor, pedagog (ur. 1799)
- 1869 – Teresa Saporiti, włoska śpiewaczka operowa (sopran) (ur. 1763)
- 1873 – Maria Barbara Maix, austriacka zakonnica, błogosławiona (ur. 1818)
- 1874 – Tekla Nowakowska, polska aktorka, śpiewaczka (ur. ok. 1800)
- 1879 – Ludwig Reichenbach, niemiecki botanik, ornitolog, wykładowca akademicki, muzealnik (ur. 1793)
- 1881 – Philip S. Crooke, amerykański polityk (ur. 1810)
- 1882 – František Matouš Klácel, czeski filozof, dziennikarz, poeta (ur. 1808)
- 1884 – Karol Kaczkowski, polski prawnik, adwokat, działacz samorządowy i społeczny (ur. 1822)
- 1886 – Pierre-Jules Hetzel, francuski pisarz, wydawca (ur. 1814)
- 1887 – Onufry Syrwid, polski duchowny katolicki, uczestnik powstania styczniowego, zesłaniec (ur. 1804 lub 08)
- 1888 – Gerwazy Gzowski, polski spiskowiec, działacz niepodległościowy, członek władz powstania styczniowego, zesłaniec (ur. 1812)
- 1889 – Joseph Albert Alberdingk Thijm, holenderski pisarz (ur. 1820)
- 1891 – Napoleon Józef Bonaparte, francuski wojskowy, polityk (ur. 1822)
- 1893 – Jules Ferry, francuski dyplomata, polityk, premier Francji (ur. 1832)
- 1899:
  - Wincenty Ignacy Bobrowski, polski hrabia, polski komediopisarz, bankowiec, mecenas sztuki (ur. 1832)
  - Leon Wojciech Chrzanowski, polski historyk, publicysta, polityk (ur. 1828)
- 1901 – Sigismund Asch, niemiecki lekarz, działacz społeczny, wrocławsk radny miejski pochodzenia żydowskiego (ur. 1825)
- 1902 – Ludwik Kloss, polski duchowny i teolog katolicki, wykładowca akademicki (ur. 1845)
- 1903 – Pawieł Tyrtow, rosyjski admirał, polityk (ur. 1836)
- 1904:
  - Jerzy Hanowerski, książę Cambridge (ur. 1819)
  - Gideon Curtis Moody, amerykański prawnik, polityk (ur. 1832)
- 1905 – Jan Nepomucen Zegrí Moreno, hiszpański duchowny katolicki, błogosławiony (ur. 1831)
- 1906:
  - Wiktor Kolosvary, polski inżynier i urzędnik kolejowy pochodzenia węgierskiego (ur. 1835)
  - Johann Most, niemiecki socjaldemokrata, anarchista (ur. 1846)
- 1907:
  - Rudolf Aderhold, niemiecki mykolog, fitopatolog (ur. 1865)
  - Charles Guérin, francuski poeta, prozaik, krytyk literacki (ur. 1873)
  - Paolo Serrao, włoski kompozytor (ur. 1857)
  - Helgo Zettervall, szwedzki architekt (ur. 1831)
- 1908:
  - Giovanni Battista Casali del Drago, włoski kardynał (ur. 1838)
  - William Pinkney Whyte, amerykański polityk (ur. 1824)
- 1911 – August Lucae, niemiecki otorynolaryngolog, wykładowca akademicki (ur. 1835)
- 1912:
  - Anna Fiłosofowa, rosyjska feministka, filantropka (ur. 1837)
  - Lawrence Oates, brytyjski wojskowy, polarnik (ur. 1880)
- 1913 – Soledad Acosta, kolumbijska dziennikarka, pisarka (ur. 1833)
- 1914 – Anton Gustav Matoš, chorwacki pisarz (ur. 1875)
- 1915:
  - Martin Bernhardt, niemiecki neurolog, neuropatolog (ur. 1844)
  - Augusta Joyce Crocheron, amerykańska działaczka mormońska, poetka (ur. 1944)
- 1917:
  - Franz Brentano, niemiecki psycholog, socjolog, filozof, wykładowca akademicki pochodzenia włoskiego (ur. 1838)
  - Jerzy Klus, polski muzyk, organista, leksykograf, pedagog (ur. 1839)
  - Józef Nusbaum-Hilarowicz, polski zoolog, ewolucjonista, wykładowca akademicki (ur. 1859)
  - Marian Raciborski, polski botanik, paleobotanik, wykładowca akademicki (ur. 1863)
- 1918 – Hans Bethge, niemiecki pilot wojskowy, as myśliwski (ur. 1890)
- 1919:
  - Kenyon Cox, amerykański malarz, ilustrator, dekorator, pisarz, pedagog (ur. 1856)
  - Paul von Jankó, węgierski pianista, inżynier, wynalazca (ur. 1856)
- 1921:
  - Bronisław Brochwicz-Rogoyski, polski architekt (ur. 1861)
  - Bolesław Korfeld, polski działacz polityczny i wojskowy, rewolucjonista, żołnierz polskiego oddziału Czerwonej Gwardii i Armii Czerwonej, komendant szkoły wojskowej (ur. 1893)
  - Nikołaj Żukowski, rosyjski naukowiec, twórca współczesnej aerodynamiki i hydrodynamiki, pionier lotnictwa (ur. 1847)
- 1926:
  - Aleksiej Brusiłow, rosyjski generał (ur. 1853)
  - Eugeniusz Guttmejer, polski porucznik pilot (ur. 1898)
  - Władysław Teodor Kisiel-Kiślański, polski inżynier, przemysłowiec, działacz społeczny (ur. 1841)
- 1927 – Karol Baliński, polski samorządowiec (ur. 1885)
- 1928 – Ignacy Steinhaus, polski prawnik, polityk, poseł na Sejm Ustawodawczy pochodzenia żydowskiego (ur. 1860)
- 1929:
  - Władysław Klimczak, polski inżynier architekt, wykładowca akademicki (ur. 1878)
  - Antoni Lange, polski poeta, krytyk literacki, tłumacz, filozof-mistyk, poliglota pochodzenia żydowskiego (ur. 1862)
- 1931:
  - Pietro Maffi, włoski duchowny katolicki, arcybiskup Pizy, kardynał (ur. 1858)
  - Wacław Wojciech Olszyński, polski ziemianin, uczestnik powstania styczniowego (ur. 1847)
  - Emil Villiger, szwajcarski neurolog, neuroanatom (ur. 1870)
- 1933:
  - Izmaił Korostowiec, rosyjski generał, urzędnik, historyk wojskowości (ur. 1863)
  - Klemens Löffler, niemiecki historyk, bibliotekarz (ur. 1881)
  - Edward Manville, brytyjski konsultant ds. energii elektrycznej, przemysłu i biznesu (ur. 1862)
- 1934 – Alfred von Scholtz, niemiecki inżynier budownictwa, polityk komunalny (ur. 1850)
- 1937 – Austen Chamberlain, brytyjski polityk, laureat Pokojowej Nagrody Nobla (ur. 1863)
- 1939 – Fritz Ullmann, niemiecki chemik, wykładowca akademicki (ur. 1875)
- 1940:
  - Piotr Nikolski, rosyjski dermatolog (ur. 1858)
  - Jan Rutkowski, polski konserwator dzieł sztuki, malarz, pedagog (ur. 1881)
- 1941:
  - Joachim Schepke, niemiecki kapitan marynarki, dowódca U-Bootów (ur. 1912)
  - Nicolae Titulescu, rumuński dyplomata, polityk (ur. 1882)
  - Antoni Wroniecki, polski major pilot (ur. 1895)
- 1942:
  - Boris Alekin, rosyjski aktor, kolaborant (ur. 1904)
  - Nada Dimić, jugosłowiańska działaczka ruchu oporu (ur. 1923)
  - Josef Svatopluk Machar, czeski prozaik, poeta (ur. 1864)
- 1943 – Arthur Hinsley, brytyjski duchowny katolicki, arcybiskup Westminsteru, prymas Wielkiej Brytanii (ur. 1865)
- 1944:
  - Witold Obidowicz, polski major piechoty (ur. 1900)
  - Helena Płotnicka, polska konspiratorka przyobozowa w KL Auschwitz-Birkenau (ur. 1902)
- 1945:
  - Michaił Cełak, radziecki młodszy lejtnant (ur. 1922)
  - Wiktor Czernow, radziecki generał major (ur. 1899)
  - Erich Frommhagen, niemiecki funkcjonariusz i zbrodniarz nazistowski (ur. 1912)
- 1946:
  - Dai Li, chiński generał porucznik, funkcjonariusz służb specjalnych (ur. 1897)
  - William Merz, amerykański gimnastyk (ur. 1878)
- 1949 – Aleksandra Ekster, ukraińska artystka, pedagog (ur. 1882)
- 1950 – Adolf Meyer, szwajcarsko-amerykański psychiatra (ur. 1866)
- 1951 – Karol Olbracht, austriacki arcyksiążę, oficer (ur. 1888)
- 1952:
  - Albert Battel, niemiecki pułkownik, prawnik (ur. 1891)
  - Albert Brackmann, niemiecki historyk, wykładowca akademicki (ur. 1871)
  - Wojciech Rostworowski, polski pisarz, publicysta, polityk, minister spraw zagranicznych (ur. 1877)
- 1953 – Conrado del Campo, hiszpański kompozytor, dyrygent, altowiolista, pedagog i krytyk muzyczny (ur. 1879)
- 1954 – Stanisław Ligoń, śląski pisarz, malarz, ilustrator, działacz kulturalny (ur. 1879)
- 1956 – Irène Joliot-Curie, francuska fizyk, chemik, laureatka Nagrody Nobla (ur. 1897)
- 1957 – Ramon Magsaysay, filipiński polityk, prezydent Filipin (ur. 1907)
- 1958 – John Pius Boland, irlandzki tenisista, polityk (ur. 1870)
- 1960 – Emanuel Šlechta, czechosłowacki inżynier, polityk (ur. 1895)
- 1961:
  - Shinzō Morita, japoński pionier lotnictwa (ur. 1879)
  - Susanna M. Salter, amerykańska aktywistka, polityk (ur. 1860)
- 1962:
  - Wilhelm Blaschke, austriacki matematyk, wykładowca akademicki (ur. 1885)
  - Wacław Nowakowski, polski aktor, reżyser teatralny (ur. 1888)
- 1963 – Pierre Ducornet, francuski pilot wojskowy, as myśliwski (ur. 1898)
- 1964:
  - Franz Landsberger, niemiecki historyk sztuki pochodzenia żydowskiego (ur. 1883)
  - Egon Riss, austriacko-brytyjski architekt pochodzenia żydowskiego (ur. 1901)
  - Henry Sheffer, amerykański logik pochodzenia żydowskiego (ur. 1882)
- 1965:
  - Shlomo Dykman, polsko-izraelski tłumacz, filolog klasyczny (ur. 1917)
  - Et’hem Haxhiademi, albański działacz narodowy, prozaik, dramaturg (ur. 1902)
  - Quentin Reynolds, amerykański korespondent wojenny (ur. 1902)
- 1966:
  - Santiago Lovell, argentyński bokser (ur. 1912)
  - Piotr Wiszniewski, polski artysta fotograf, dokumentalista (ur. 1890)
- 1968 – Tadeusz Szturm de Sztrem, polski wojskowy, działacz niepodległościowy i socjalistyczny (ur. 1892)
- 1969:
  - Winston Field, rodezyjski polityk pochodzenia brytyjskiego, premier Rodezji Południowej (ur. 1904)
  - Frederick Gilmore, amerykański bokser (ur. 1887)
- 1970 – Fernand Crommelynck, belgijski dramatopisarz (ur. 1886)
- 1971 – Cyryl, bułgarski duchowny prawosławny, patriarcha Bułgarii (ur. 1901)
- 1972 – Adolphe Bousquet, francuski rugbysta (ur. 1899)
- 1974:
  - Louis Kahn, amerykański architekt pochodzenia żydowskiego (ur. 1901 lub 02)
  - Carroll Nye, amerykański aktor (ur. 1901)
- 1976 – Luchino Visconti, włoski scenarzysta i reżyser filmowy, teatralny i operowy (ur. 1906)
- 1977 – Rochus Nastula, polski piłkarz (ur. 1902)
- 1979 – Kristaq Antoniu, albański aktor, śpiewak operowy (tenor) (ur. 1907)
- 1980:
  - Al Jochim, amerykański gimnastyk pochodzenia niemieckiego (ur. 1902)
  - Rafael Paasio, fiński polityk, premier Finlandii (ur. 1903)
- 1981:
  - Hanna Czeczott, polska paleobotanik, fitogeograf, wykładowczyni akademicka (ur. 1888)
  - Queenie Dorothy Leavis, brytyjska eseistka, krytyk literacki (ur. 1906)
  - Maria Łaszkiewicz, polska twórczyni tkaniny artystycznej (ur. 1891)
- 1983:
  - Haldan Keffer Hartline, amerykański fizjolog, wykładowca akademicki, laureat Nagrody Nobla (ur. 1903)
  - Siergiej Postowałow, radziecki polityk (ur. 1907)
  - Alfred C. Redfield, amerykański oceanograf, wykładowca akademicki (ur. 1890)
- 1984 – Witold Rychter, polski motocyklista, kierowca i pilot rajdowy (ur. 1902)
- 1985 – Nikołaj Gusarow, białoruski polityk, I sekretarz KC Komunistycznej Partii (bolszewików) Białorusi (ur. 1905)
- 1986:
  - Józef Grzybek, polski historyk, organista, dyrygent (ur. 1909)
  - Heinz Nixdorf, niemiecki przedsiębiorca (ur. 1925)
  - Stanisław Stapf, polski nauczyciel, kurator oświaty, reżyser (ur. 1907)
  - Władysław Stepokura, polski porucznik piechoty, kapitan AK, major Armii Polskiej w Kraju (ur. 1902)
- 1987:
  - Georg Lammers, niemiecki lekkoatleta, sprinter (ur. 1905)
  - Juozas Maniušis, litewski ekonomista, polityk komunistyczny (ur. 1910)
  - Hjördis Töpel, szwedzka pływaczka, skoczkini do wody (ur. 1904)
- 1988 – Andrzej Żabiński, polski socjolog, polityk, poseł na Sejm PRL (ur. 1938)
- 1989:
  - Marek Bliziński, polski gitarzysta jazzowy, kompozytor (ur. 1947)
  - Romuald Gantkowski, polski reżyser filmowy (ur. 1903)
- 1990 – Mohamed Latif, egipski piłkarz, trener (ur. 1909)
- 1991:
  - Aleksander Glinkowski, polski kompozytor, puzonista (ur. 1941)
  - Iwan Worobjow, radziecki pułkownik pilot (ur. 1921)
- 1992:
  - Jack Arnold, amerykański reżyser filmowy (ur. 1916)
  - Mieczysława Mitera-Dobrowolska, polska polonistka, historyczka literatury, nauczycielka akademicka (ur. 1900)[3]
- 1993:
  - Helen Hayes, amerykańska aktorka (ur. 1900)
  - Charlotte Hughes, brytyjska superstulatka (ur. 1877)
- 1994:
  - Ellsworth Vines, amerykański tenisista (ur. 1911)
  - Mai Zetterling, szwedzka aktorka, reżyserka filmowa (ur. 1925)
- 1995:
  - Suren Mikajelian, ormiański polityk komunistyczny (ur. 1911)
  - Robert Monroe, amerykański parapsycholog (ur. 1915)
- 1996 – René Clément, francuski reżyser i scenarzysta filmowy (ur. 1913)
- 1997 – Ferenc Sipos, węgierski piłkarz, trener (ur. 1932)
- 1998:
  - Cliff Barker, amerykański koszykarz (ur. 1921)
  - Zdzisław Pręgowski, polski podporucznik, inżynier architekt, śpiewak, rzeźbiarz, malarz, grafik, wynalazca, przedsiębiorca, filantrop, sportowiec, działacz społeczny i polonijny w Szwajcarii (ur. 1912)
- 1999:
  - Lloyd Appleton, amerykański zapaśnik (ur. 1906)
  - Humberto Fernández Morán, wenezuelski lekarz, biofizyk (ur. 1924)
  - Ernest Gold, amerykański kompozytor muzyki filmowej pochodzenia austriacko-żydowskiego (ur. 1921)
  - Hildegarda Peplau, amerykańska pielęgniarka (ur. 1909)
  - Eric Stanton, amerykański autor komiksów erotycznych (ur. 1926)
- 2000 – Władimir Arbiekow, rosyjski autor filmów animowanych (ur. 1927)
- 2001:
  - Anthony Storr, brytyjski psychiatra, psychoanalityk, pisarz (ur. 1920)
  - Janusz Zabiegliński, polski muzyk jazzowy, kompozytor (ur. 1934)
- 2002:
  - Wasił Mitkow, bułgarski piłkarz (ur. 1943)
  - Luise Rinser, niemiecka pisarka, krytyk literacki (ur. 1911)
  - William Witney, amerykański reżyser filmowy (ur. 1915)
- 2003:
  - Jewgienij Bielajew, rosyjski biegacz narciarski (ur. 1954)
  - Henryk de Kwiatkowski, amerykański pilot, inżynier, przedsiębiorca, hodowca koni pochodzenia polskiego (ur. 1924)
- 2004:
  - Valerijus Čekmonas, litewski językoznawca, slawista (ur. 1937)
  - Bogdan Gawroński, polski polityk, poseł na Sejm PRL (ur. 1928)
  - J.J. Jackson, amerykański prezenter radiowy i telewizyjny (ur. 1941)
- 2005:
  - Andre Norton, amerykańska pisarka fantasy i science fiction (ur. 1912)
  - Czesław Słania, polski grawer, plastyk, projektant znaczków pocztowych i banknotów (ur. 1921)
- 2006:
  - Oleg Cassini, amerykański projektant mody pochodzenia włosko-rosyjskiego (ur. 1913)
  - Piotr Gnido, radziecki generał major lotnictwa (ur. 1919)
- 2007:
  - John Backus, amerykański informatyk (ur. 1924)
  - Freddie Francis, brytyjski reżyser i operator filmowy (ur. 1917)
- 2008 – Zbigniew Kowalczyk, polski chemik, wykładowca akademicki (ur. 1951)
- 2009:
  - Edith Hahn Beer, austriacko-izraelska pisarka, prawniczka (ur. 1914)
  - Jerzy Staniszkis, polski rotmistrz, architekt (ur. 1914)
- 2010:
  - Abdellah Blinda, marokański piłkarz, trener (ur. 1951)
  - Wayne Collett, amerykański lekkoatleta, sprinter (ur. 1949)
  - Jan Oderfeld, polski matematyk, inżynier, konstruktor silników lotniczych (ur. 1908)
  - Tadeusz Prejzner, polski pianista, kompozytor (ur. 1925)
  - Aleksandra Żaryn, polska prawniczka, tłumaczka, Sprawiedliwa wśród Narodów Świata (ur. 1916)
- 2011:
  - Ze’ew Bojm, izraelski polityk (ur. 1943)
  - Michael Gough, brytyjski aktor (ur. 1916)
  - Tomasz Lis, polski historyk, dyplomata (ur. 1959)
- 2012:
  - Iwan Demianiuk, ukraiński zbrodniarz wojenny (ur. 1920)
  - Szenuda III, egipski duchowny ortodoksyjnego kościoła koptyjskiego, koptyjski patriarcha Aleksandrii (ur. 1923)
  - John Yarbrough, amerykański lekkoatleta, płotkarz (ur. 1985)
  - Chaleo Yoovidhya, tajski przedsiębiorca (ur. 1923)
- 2013:
  - Jerzy Koperski, polski poeta (ur. 1935)
  - François Sermon, belgijski piłkarz (ur. 1923)
  - Kazimierz Sioma, polski kierownik produkcji filmowej (ur. 1941)
- 2014:
  - Janusz Bałanda-Rydzewski, polski artysta fotograf, fotoreporter (ur. 1931)
  - José Delicado Baeza, hiszpański duchowny katolicki, arcybiskup Valladolid (ur. 1927)
  - Marek Galiński, polski kolarz górski (ur. 1974)
  - Oswald Morris, brytyjski operator filmowy (ur. 1915)
  - Antoni Opolski, polski astrofizyk, wykładowca akademicki (ur. 1913)
  - L’Wren Scott, amerykańska modelka, stylistka, projektantka mody (ur. 1964)
- 2015:
  - Antonio Dorado Soto, hiszpański duchowny katolicki, biskup Guadix, Kadyksu i Malagi (ur. 1931)
  - Sławomir Piwowar, polski gitarzysta, klawiszowiec, członek zespołu SBB (ur. 1953)
- 2016:
  - Meir Dagan, izraelski wojskowy, dyrektor Mosadu (ur. 1945)
  - Zygmunt Jaeschke, polski major pilot (ur. 1922)
  - Marian Kociniak, polski aktor (ur. 1936)
  - Eli’ezer Ronen, izraelski polityk (ur. 1931)
- 2017:
  - Vidmantas Brazys, litewski polityk, samorządowiec, mer Mariampola (ur. 1946)
  - Laurynas Stankevičius, litewski ekonomista, polityk, premier Litwy (ur. 1935)
  - Jan Szpunar, polski biathlonista (ur. 1952)
  - Inomjon Usmonxoʻjayev, uzbecki polityk (ur. 1930)
  - Jan Walasek, polski multiinstrumentalista, lider zespołu, aranżer (ur. 1928)
  - Derek Walcott, karaibski poeta, prozaik, artysta, laureat Nagrody Nobla (ur. 1930)
- 2018:
  - Nicholas Edwards, brytyjski polityk (ur. 1934)
  - Phan Văn Khải, wietnamski polityk, premier Wietnamu (ur. 1933)
- 2019:
  - Ulf Bengtsson, szwedzki tenisista stołowy (ur. 1960)
  - John Carl Buechler, amerykański aktor, reżyser, scenarzysta i charakteryzator filmowy (ur. 1952)
  - Bernie Tormé, irlandzki wokalista, gitarzysta, kompozytor (ur. 1952)
- 2020:
  - Natalia Golnik, polska fizyk, profesor nauk technicznych (ur. 1953)
  - Piotr Jegor, polski piłkarz (ur. 1968)
  - Eduard Limonow, rosyjski prozaik, poeta, dziennikarz, polityk (ur. 1943)
  - Roger Mayweather, amerykański bokser, trener (ur. 1961)
  - Manuel Serifo Nhamadjo, gwinejski polityk, p.o. prezydent Gwinei Bissau (ur. 1958)
  - Lyle Waggoner, amerykański aktor (ur. 1935)
  - Elisabeth Williams, północnoirlandzka pacyfistka, laureatka Pokojowej Nagrody Nobla (ur. 1943)
  - Alfred Worden, amerykański pułkownik lotnictwa, astronauta (ur. 1932)
- 2021:
  - Jacques Frantz, francuski aktor (ur. 1947)
  - Adam Jagła, polski kolarz szosowy (ur. 1954)
  - John Magufuli, tanzański polityk, minister robót, transportu i komunikacji, prezydent Tanzanii (ur. 1959)
  - Anna Wójtowicz, polska skrzypaczka, wiolonczelistka, członkini zespołu Anawa (ur. 1948)
- 2022:
  - Barbara Bandurka, polska malarka, poetka, konserwatorka dzieł sztuki (ur. 1948)
  - Emil Czeczko, polski dezerter (ur. 1996)
  - Piotr Drzewiecki, polski piłkarz (ur. 1950)
  - Zbigniew Dumański, polski patomorfolog, wykładowca akademicki (ur. 1938)
  - Knut Ipsen, niemiecki prawnik, wykładowca akademicki (ur. 1935)
  - Krzysztof Komornicki, polski rolnik, polityk, poseł na Sejm kontraktowy (ur. 1942)
  - Jewhen Obedinski, ukraiński piłkarz wodny (ur. 1983)
  - Anthony Nash, brytyjski bobsleista (ur. 1936)
  - Oksana Szweć, ukraińska aktorka (ur. 1955)
- 2023:
  - Ryszard Niemiec, polski dziennikarz i działacz sportowy (ur. 1939)
  - Sławomir Nowak, polski matematyk, wykładowca akademicki (ur. 1946)
  - Lance Reddick, amerykański aktor (ur. 1962)
  - Raoul Servais, belgijski reżyser filmów animowanych (ur. 1928)
  - Dubravka Ugrešić, chorwacka pisarka, eseistka, publicystka, krytyk kultury, tłumaczka, autorka scenariuszy filmowych (ur. 1949)
- 2024:
  - Janusz Komender, polski transplantolog, polityk, minister zdrowia i opieki społecznej (ur. 1931)
  - Antoni Krupa, polski muzyk, kompozytor, dziennikarz, publicysta (ur. 1945)
- 2025:
  - Marek Adamiec, polski historyk literatury, krytyk literacki (ur. 1956)
  - Stefan Kaszyński, polski literaturoznawca, filolog germański i skandynawski (ur. 1941)
  - Fiodor Małychin, rosyjski hokeista (ur. 1990)
  - Andrzej Ruszkarski, polski inżynier mechanik, działacz partyjny i państwowy, wiceminister hutnictwa i przemysłu maszynowego (ur. 1934)